# ونوشا تی۶۰
ونوشا تی۶۰ یک کراس اوور کامپکت که از سال ۲۰۱۸ در چین توسط ونوشا تولید می‌شود.

## بررسی اجمالی

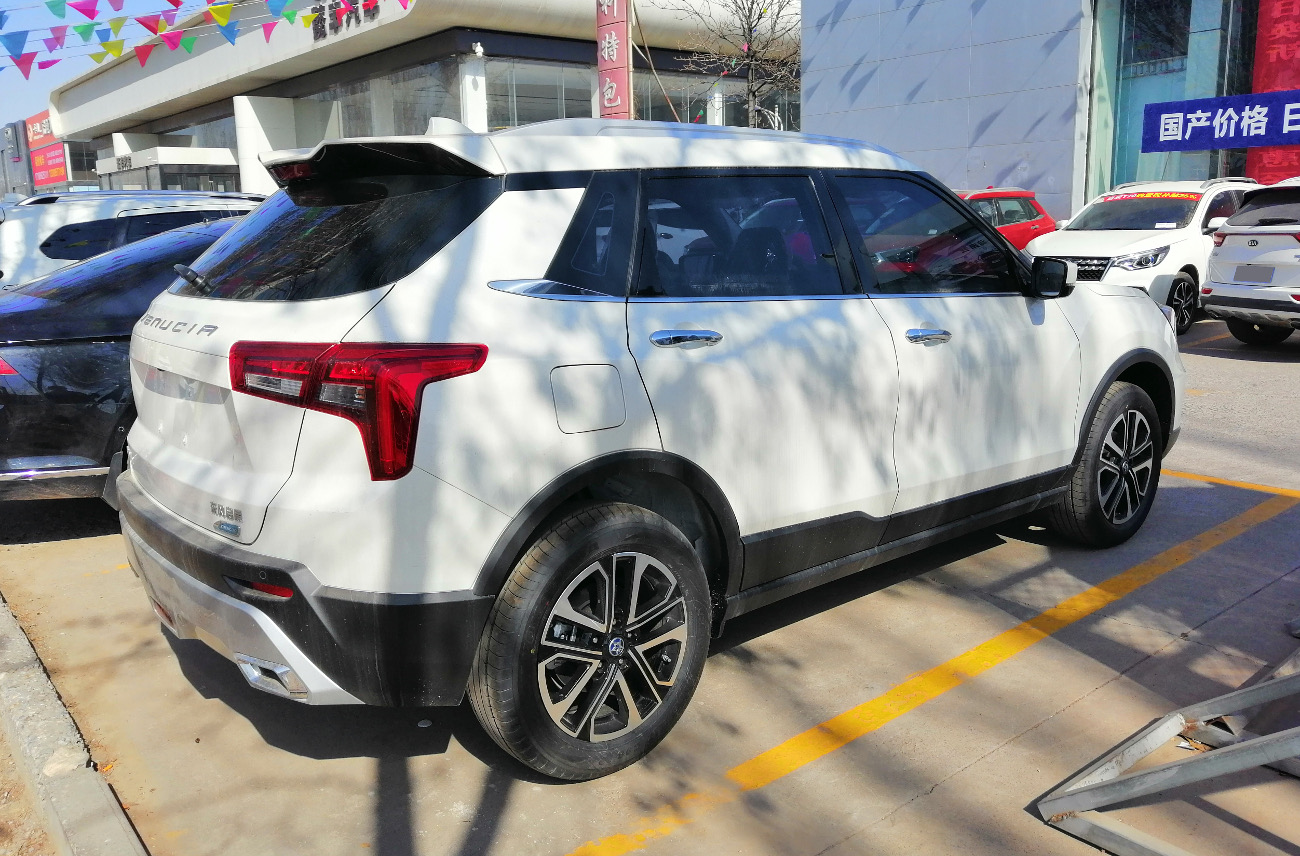
نمای عقب Venucia T60

این خودرو در نمایشگاه خودروی گوانگژو ۲۰۱۸ در نوامبر ۲۰۱۸ با محدوده قیمت از ۸۵۸۰۰ یوان تا ۱۱۸٬۸۰۰ یوان راهی بازار خودروی چین شد.

این خودرو به یک موتور ۱٫۶ لیتری و با قدرت ۱۲۶ اسب بخاری ساخت نیسان مجهز است · نیروی موتور خودرو توسط یک گیربکس CVT به چرخ‌ها منتقل می‌شود.

## نسخه ئی‌وی
ونوشا تی۶۰ ئی‌وی نسخه الکتریکی تی۶۰ است. این نسخه در نمایشگاه اتومبیل شانگهای ۲۰۱۹ معرفی شد.